# Kernkraftwerk Quad Cities
Das Kernkraftwerk Quad Cities (englisch Quad Cities Nuclear Generating Station) bei Cordova im Rock Island County liegt am Mississippi River im Westen von Illinois in den USA. Es ist nach der naheliegenden Region Quad Cities benannt, einem Ballungszentrum an der Grenze von Illinois und Iowa, dem die vier bzw. fünf Städte Bettendorf (Iowa), Davenport (Iowa), Moline (Illinois), East Moline (Illinois) und Rock Island (Illinois) angehören.
Das Kraftwerk liegt etwa drei Autostunden von Chicago entfernt und liefert Strom für diese Region. Das Kraftwerk, das aus zwei Siedewasserreaktoren von General Electric besteht, hat eine Netto-Gesamtleistung von 1.819 MW. Eigner und Betreiber ist die Exelon Generation.

## Reaktoren
Das Kernkraftwerk Quad Cities besteht aus den beiden Siedewasserreaktoren Quad Cities-1 und Quad Cities-2. Der Baubeginn für beide Reaktoren war am 15. Februar 1967. Der erste Block wurde am 18. Oktober 1971 zum ersten Mal kritisch, der zweite am 16. April 1972. Am 12. April 1972 wurde Quad Cities-1 erstmals mit dem Stromnetz synchronisiert und befindet sich seit dem 18. Februar 1973 im kommerziellen Leistungsbetrieb. Die erste Netzsynchronisation des Reaktors Quad Cities-2 erfolgte am 26. April 1972, nach fünfjähriger Bauzeit ging er am 10. März 1973 in den kommerziellen Leistungsbetrieb über. Die Reaktoren wurden von General Electric geliefert.

## Leistung
Die elektrische Nettoleistung der Reaktoren beträgt jeweils 867 MW, bei einer Bruttoleistung von 912 MW.

## Kühlung
Das Kernkraftwerk besitzt ein passives Kühlsystem, daher wird das Kühlwasser für die Kühlung der Reaktoren direkt aus dem Mississippi River entnommen.

## Sicherheit
Nach den Terroranschlägen am 11. September 2001 wurden die Sicherheitseinrichtungen um das Kraftwerk stark verschärft. Um das Kraftwerk gibt es eine sogenannte Sicherheitszone, die nicht bebaut werden darf.
Die US-Atomaufsichtsbehörde setzt zwei Notfallzonen um Kernkraftwerke fest: Innerhalb eines 10-Meilen-Radius ist eine Sperrzone einzurichten, um den Kontakt der Bevölkerung mit der radioaktiven Wolke zu vermeiden. Innerhalb eines Radius von 50 Meilen sollen Beschränkungen in Bezug auf radioaktiv kontaminierte Lebensmittel und Wasser erlassen werden.
Im Jahr 2010 wohnten 34.350 Menschen in einem 10-Meilen-Radius um das Atomkraftwerk, 0,5 Prozent mehr als noch zehn Jahre zuvor. Innerhalb eines 50-Meilen-Radius wohnten im gleichen Jahr 655.207 Menschen und damit 0,3 Prozent weniger als 2000. In einem 50-Meilen-Radius um das Kraftwerk befinden sich Städte wie Moline (19 Meilen zum Stadtzentrum).

## Zwischenfälle
Während eines Tests zur Leistungserhöhung der Siedewasserreaktoren am 5. März 2002, traten Vibrationen an einer Dampfleitung von Reaktor 2 auf. Am 29. März wurde das Kraftwerk manuell heruntergefahren, da starke Vibrationen Lecks im Hauptkontrollsystem des Dampferzeugers verursacht haben. Der Reaktor wurde am 2. April wieder hochgefahren, doch durch erneute Vibrationen brach eines der Hauptrohre zur Dampfableitung. Das Rohr wurde instand gesetzt und das Wiederanfahren fortgesetzt, doch am 7. Juni zeigten sich unerklärliche Unregelmäßigkeiten an den Hauptdampfrohren. Das Kraftwerk wurde am 11. Juli erneut für Reparaturarbeiten außer Betrieb genommen. Als Ursache wurde ein Loch im Dampftrockner festgestellt – dieser wurde repariert und der Reaktor am 21. Juli 2002 wieder in Betrieb genommen. Laut Betreiber hat der Vorfall die Wahrscheinlichkeit eines Störfalls nicht erhöht. Die Atomaufsichtsbehörde begutachtete alle Instandsetzungen und die Leistungserhöhung wurde erfolgreich abgeschlossen.

## Wirtschaftliche Lage und Debatte um Abschalttermin
Im Jahr 2004 haben beide Reaktoren von der US-Atomaufsichtsbehörde eine Laufzeitverlängerung um 20 Jahre erhalten, es wurde somit eine Laufzeit bis zum 14. Dezember 2032 genehmigt.
Im März 2014 wurde bekannt, dass sämtliche Kernkraftwerke von Exelon in Illinois Verluste einfahren und die Anlage in Quad Cities neben zwei weiteren, Clinton und Byron zu den unrentabelsten gehört. Grund ist die starke Konkurrenz durch hohe Erdgasvorkommen auf Grund des in den Vereinigten Staaten weit verbreiteten Fracking. Der Betreiber wollte sich um staatliche Subventionen für CO2-freie Energieträger, analog zu Wind- und Solarkraftwerken, bemühen, um die Rentabilität der Anlagen wiederherzustellen.
Nachdem der Staat Illinois die geforderten Subventionen nicht bewilligt hatte, spitzte sich im August 2015 die Lage zu und es wurde über eine baldige Abschaltung der drei Kernkraftwerke spekuliert. In einer Ausschreibung über den Verkauf von Strom aus den Anlagen konnte sich die Anlage in Byron behaupten, sodass ihr Betrieb zunächst bis Ende Mai 2019 gesichert war. Quad Cities scheiterte an der Ausschreibung für die Jahre 2018 und 2019, sodass diese Anlage zunächst bis Ende Mai 2018 weiterbetrieben werden durfte. Die unprofitable Anlage in Clinton war von der Ausschreibung nicht betroffen, da sie ihren Strom in ein anderes Stromnetz überträgt.
Im Juni 2016 kündigte Betreiber Exelon die Stilllegung des Kraftwerks zum 1. Juni 2018 an. Als Ursache wurden wirtschaftliche Gründe genannt; gemeinsam mit dem Kernkraftwerk Clinton, das Mitte 2017 stillgelegt werden sollte, habe das Kraftwerk in den vergangenen 7 Jahren etwa 800 Millionen Dollar Verlust eingefahren. Im September 2015 war die Entscheidung noch um ein Jahr verschoben worden. Die Stilllegungspläne wurden jedoch zurückgezogen, nachdem der Gouverneur von Illinois, Bruce Rauner, im Dezember 2016 das Gesetz Senate Bill 2814 unterzeichnet hatte. Das Kraftwerk soll jetzt für weitere 10 Jahre in Betrieb bleiben. Exelon wird jährlich 235 Mio. USD an Subventionen erhalten, um die Verluste durch den Betrieb der beiden Kernkraftwerke Clinton und Quad Cities auszugleichen. Laut Forbes wird Illinois Strom aus den beiden Kernkraftwerken in Zukunft mit 1 US-cent pro kWh subventionieren. Die Subventionen für Strom aus Windkraft lagen in Illinois in 2016 dagegen bei 2,3 US-cent und für Solaranlagen bei 21 US-cent pro kWh.

## Betriebsbewilligung
In den USA wird die Betriebsbewilligung (engl. license) für ein Kernkraftwerk von der Nuclear Regulatory Commission (NRC) zunächst für einen Zeitraum von bis zu 40 Jahren erteilt. Der Zeitraum von 40 Jahren basierte ursprünglich auf dem Zeitraum für die Abschreibung von Anlagevermögen. Der Atomic Energy Act of 1954 erlaubt eine (auch mehrmalige) Verlängerung der Betriebserlaubnis um jeweils 20 Jahre.
Die ursprüngliche Betriebsbewilligung für den Block 1 wurde dem Betreiber Exelon Generation Co., LLC am 14. Dezember 1972 durch die Nuclear Regulatory Commission (NRC) erteilt. Sie wurde am 28. Oktober 2004 bis zum 14. Dezember 2032 verlängert. Für den Block 2 wurde die ursprüngliche Bewilligung ebenfalls am 14. Dezember 1972 erteilt. Sie wurde ebenso am 28. Oktober 2004 bis zum 14. Dezember 2032 verlängert.

## Daten der Reaktorblöcke
Das Kernkraftwerk Quad Cities hat insgesamt zwei Blöcke:
| Reaktorblock  | Reaktortyp         | Netto- leistung | Brutto- leistung | Baubeginn  | Netzsyn- chronisation | Kommer- zieller Betrieb | Betriebs- bewilligung | Abschaltung |
| ------------- | ------------------ | --------------- | ---------------- | ---------- | --------------------- | ----------------------- | --------------------- | ----------- |
| Quad Cities-1 | Siedewasserreaktor | 867 MW          | 912 MW           | 15.12.1967 | 12.04.1972            | 18.02.1973              | 14.12.2032            |             |
| Quad Cities-2 | Siedewasserreaktor | 867 MW          | 912 MW           | 15.12.1967 | 23.05.1972            | 10.03.1973              | 14.12.2032            |             |